# Ridge Racer (gra komputerowa 1993)
Ridge Racer (oryg. jap. リッジレーサー) – gra wideo z serii Ridge Racer, wyprodukowana przez japońską firmę Namco Limited, w 1993 roku została wydana na automaty do gry oraz rok później na konsolę PlayStation.

## Rozgrywka
Ridge Racer jest grą wyścigową, kładzie nacisk na szybkość i zabawę a nie na realistycznej symulacji jazdy. Gracz na początku rozgrywki ma do wyboru cztery nielicencjonowane samochody, po odblokowaniu gry ta liczba wzrasta do 9. aut.
W grze zostały zawarte dodatki „ekstra”, m.in. tryb gry oraz odtwarzacz muzyki, który pozwala na odtwarzanie utworów dostępnych w grze oraz odtwarzania własnych utworów z płyt CD.
Gra w wersji na konsolę PlayStation została pozytywnie przyjęta przez recenzentów osiągając według agregatora Game Rankings średnią wynoszącą 81% maksymalnych ocen. Pracownicy IGN stwierdzili, że gra jest klasyczną gra na PlayStation. Wszystko jest w niej najwyższej klasy: grafika, dobra grywalność, model jazdy oraz niezwykła muzyka.
Pracownicy IGN negatywnie ocenili samochody, według nich mało różnią się one właściwościami, w grze brakuje trybu gry wieloosobowej.